# عباس کعبی
عباس کعبی‌نسب (زادهٔ ۱۳۴۱ اهواز) روحانی شیعه و سیاستمدار ایرانی است که هم‌اکنون به عنوان نماینده استان خوزستان در مجلس خبرگان رهبری و هیئت رئیسه مجلس خبرگان رهبری فعالیت می‌کند. وی همچنین مدرس حوزه علمیه قم و نایب‌رئیس جامعه مدرسین حوزه علمیه قم است.

## زندگی‌نامه

### کودکی
عباس کعبی در سال ۱۳۴۱ در خانواده‌ای مذهبی در منطقه لشکر آباد، اهواز زاده شد. تحصیلات دوران ابتدائی، راهنمایی و متوسطه را در مدارس اهواز سپری کرد. او ضمن تحصیل در مقطع راهنمایی در حوزه علمیه کرمی، علوم پایهٔ حوزوی را گذراند. وی از سال ۱۳۵۵ تحصیلات حوزوی خود را آغاز نمود.

### انقلاب
عباس کعبی هم‌زمان با اوج‌گیری تظاهرات و راهپیمایی‌های علیه محمدرضا پهلوی به رهبری روح‌الله خمینی، به پخش اعلامیه در اجتماعات، در مساجد و محافل گوناگون پرداخت. پس از وقوع انقلاب ۱۳۵۷، در مراکز فرهنگی و نهادهای انقلابی به ویژه جهاد سازندگی خوزستان، حضور داشت.

### جنگ ایران و عراق
عباس کعبی همزمان با شروع جنگ ایران و عراق، نخست در قالب نیروهای بسیج و سپس به شکل رسمی به عضویت سپاه پاسداران انقلاب اسلامی درآمد. بخشی از فعالیت وی در سپاه پاسداران مربوط به فعالیت فرهنگی در بخش عربی سپاه پاسداران و در میان عشایر عرب خوزستان بوده‌است. وی در طول حضور ۴۶ ماهه در جبهه، ۲ بار مجروح شد. برادر وی؛ علی کعبی‌نسب، در خلال جنگ ایران و عراق، کشته شد. کعبی در قالب بخش عربی سپاه پاسداران، در سال ۱۳۶۰ به لبنان اعزام شد. وی در این دوره، در زمینه سازماندهی حزب‌الله لبنان فعالیت نمود.

### حوزه علمیه قم
کعبی دوره مقدماتی دروس حوزوی را در حوزه علمیه علامه کرمی و مدرسه علمیه امام خمینی اهواز گذراند و دوره سطوح عالی و خارج فقه و اصول را در حوزه علمیه قم و نزد اساتیدی چون وحید خراسانی، میرزا جواد تبریزی، صافی گلپایگانی، مکارم شیرازی، جعفر سبحانی، سید کاظم حائری و سید محمود هاشمی شاهرودی گذراند و مباحث تفسیر، معارف الهی، فلسفه دین و تهذیب نفس را در کلاس‌های عبدلله جوادی آملی، محمدتقی مصباح یزدی، مشکینی، مظاهری و احمدی میانجی، طی کرد. کعبی تدریس علوم دینی را از سال‌های آغاز طلبگی شروع نمود.

### دانشگاه تهران
عباس کعبی مدرک کارشناسی حقوق را از مجتمع آموزش عالی قم وابسته به دانشگاه تهران دریافت کرد و دوره کارشناسی ارشد حقوق عمومی را در دانشکده حقوق و علوم سیاسی دانشگاه تهران به پایان رسانید.
وی یکی از استادان راهنما، مشاور و داور پایان‌نامه‌های علمی سطح سه کارشناسی ارشد و سطح چهار دکتری، طلاب حوزه‌های علمیه است و تاکنون بر بیش از صد پایان‌نامه نظارت داشته‌است. وی هم‌اکنون عضو کمیته فقه و قضا مدارج علمی حوزه نیز می‌باشد.

## تالیفات
عباس کعبی تاکنون کتاب‌ها و مقالاتی را تألیف کرده‌است:
- الحصیلة فی حکم الجهاد الابتدای فی عصر الغیبة
- فقه العلاقات الدولیة فی الاسلام
- فقه الامربالمعروف و النهی عن المنکر
- ولایة الفقیه
- لنظام القانونی فی الاسلام مقارناً بالنظم الوضعیة المعاصرة
- فلسفه حقوق
- حقوق بین‌الملل اسلامی
- حقوق اساسی
- ضمانت‌های اجرایی قانون اساسی
- مردم سالاری دینی
- اجرای علنی حدود و پیامدهای آن
- اسلام، کثرت گرایی، حقوق شهروندی و جامعه مدنی
- مفهوم ولایت مطلقه فقیه در حقوق و سیاست و فقه
- مصادر الحدیث
- دراسة فی علم الحدیث
- آزادی و دین، آزادی و عدالت
- بحران هویت و نقش تشیع در حفظ وحدت و تمامیت ارضی ایران در میان عشایر عرب خوزستان
- کنکاشی دربارهٔ اختیارات و وظایف رهبری
- احکام المیت

## سوابق
- عضو حقوقدان شورای نگهبان قانون اساسی در دوره پنجم
- عضو جامعه مدرسین حوزه علمیه قم
- عضو مجلس خبرگان رهبری
- عضو هیئت علمی مؤسسه آموزشی و پژوهشی امام خمینی